# Tenore eroico
Nell'arte del canto, il termine tenore eroico (talvolta indicato anche con il corrispondente tedesco Heldentenor), designa una variante di tenore impiegata prevalentemente nelle opere di Richard Wagner.
La voce di Heldentenor è contraddistinta da timbro scuro, ricchezza, pienezza e volume di suono: la caratteristica peculiare principale è quella di essere una voce estremamente declamatoria, e condivide la tessitura acuta del baritono; basa l'emissione principalmente sul registro centrale. I cantanti che possiedono tale qualità vocale possono anche infatti sostenere parti da baritono, ma di colore chiaro, non lirico o grave: per queste ultime due peculiarità la tessitura dovrebbe ancora scendere, ma l’Heldentenor si mantiene molto costantemente nella sola zona centrale della tessitura senza né salire, né scendere troppo. Nei repertori teatrali-musicali dei paesi latini, il termine più o meno coincide con quello alternativo di "tenore robusto", oppure ancora di "baritenore", ma il termine tedesco ormai è d'uso internazionale.